# Sergei Ivanov (matemático)
Sergei Vladimirovitsch Ivanov (em russo:  Сергей Владимирович Иванов; 31 de maio de 1972) é um matemático russo.
De 1987 a 1989 conquistou a medalha de ouro na Olimpíada Internacional de Matemática. Estudou em São Petersburgo, onde obteve um doutorado, orientado por Yuri Burago. Trabalhou no Instituto de Matemática Steklov.
Em 2014 recebeu em parceria com Dmitri Burago e Yuri Burago o Prêmio Leroy P. Steele pelo livro A course in metric geometry (American Mathematical Society 2001).
Foi palestrante convidado ("Invited Speaker") no Congresso Internacional de Matemáticos de 2010 em Hyderabad (Volume comparison via boundary distances). É membro correspondente da Academia de Ciências da Rússia.